# 하마베촌
하마베촌(浜辺村)은 일본 후쿠시마현 시노부군에 설치되었던 촌이다. 현재의 후쿠시마시 중심부의 북동쪽 일대에 해당한다.